# Ragnhild Owenberg-Lyche
Ragnhild Owenberg-Lyche, född 1885, död 1963, var en norsk skådespelare.

## Filmografi
Enligt Internet Movie Database och Svensk filmdatabas:
- 1912 – Säterjäntan
- 1913 – Den okända
- 1914 – Kammarjunkaren
- 1914 – Kärlek starkare än hat eller Skogsdotterns hemlighet
- 1914 – Fædrenes synd